# Friedrich Nebelthau (Politiker, 1806)

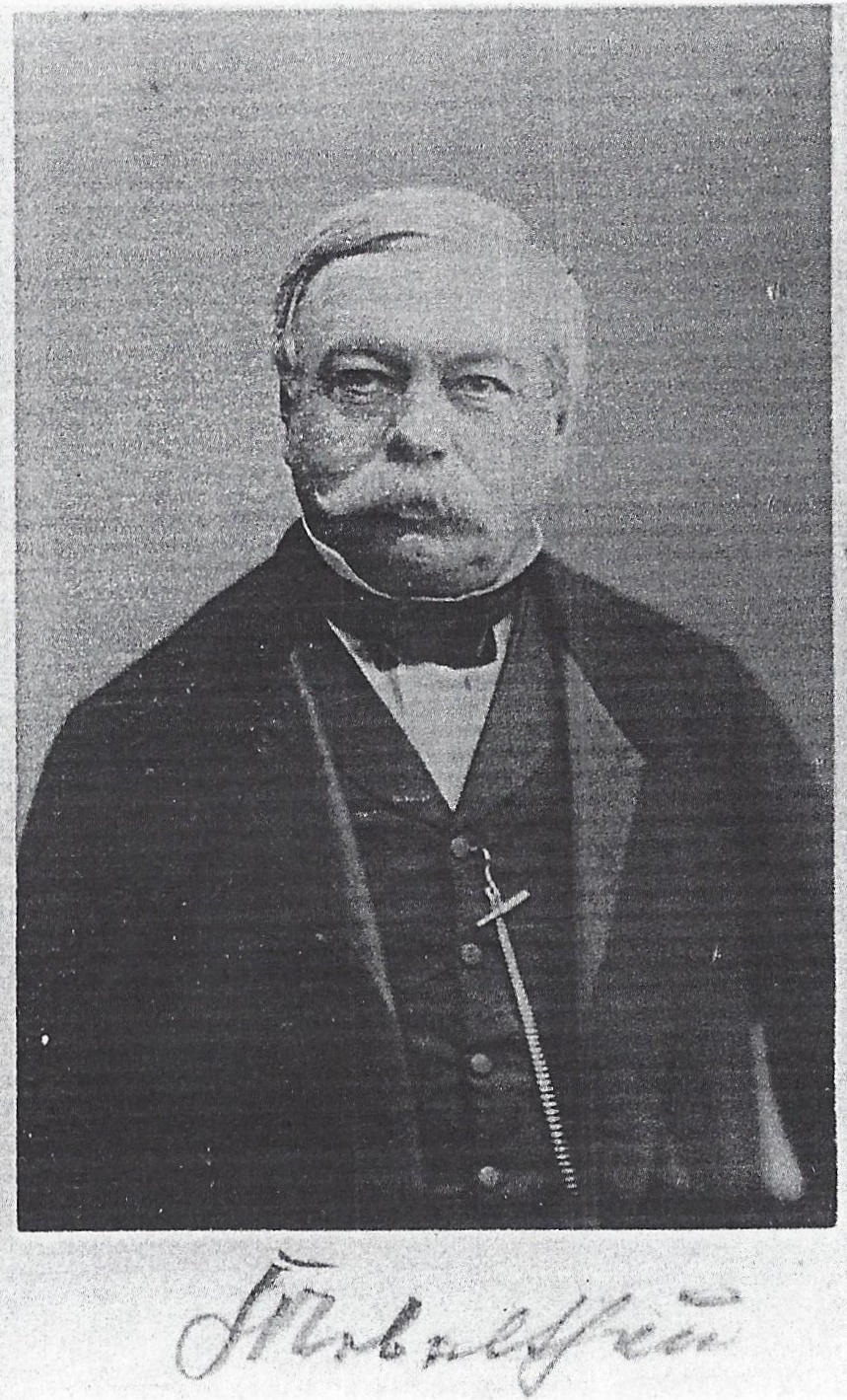
Friedrich Nebelthau

Friedrich August Wilhelm Nebelthau (* 22. Januar 1806 in Kassel; † 31. Juli 1875 ebenda) war ein deutscher Richter und Parlamentarier im Großherzogtum Hessen. Als Oberbürgermeister von Kassel und nationalliberaler Anhänger Preußens saß er im Reichstag (Norddeutscher Bund).

## Leben
Nach dem Abitur am Friedrichsgymnasium (Kassel) studierte Nebelthau von 1823 bis 1827 Rechtswissenschaft an der  Philipps-Universität Marburg und der Georg-August-Universität Göttingen. 1828 wurde er Obergerichtsanwalt am Oberappellationsgericht Kassel. Nach 1845 wurde er Beigeordneter und 1848 Vizebürgermeister der Stadt Kassel.
Von 1836 bis 1850 und von 1860 bis 1866 war er liberales Mitglied der Kurhessischen Ständeversammlung, zuletzt als deren Präsident. 1850 war er Mitglied des Erfurter Unionsparlaments. Von 1864 bis zu seinem Tod war er Oberbürgermeister von Kassel, wobei der kurhessische Kurfürst Friedrich Wilhelm zunächst die erforderliche Bestätigung verweigerte, die erst nach der Annexion Kurhessens durch Preußen im Jahre 1866 ausgesprochen wurde. Nebelthau hatte sich schon seit längerer Zeit für einen Anschluss des kurhessischen Staats an das Königreich Preußen eingesetzt.

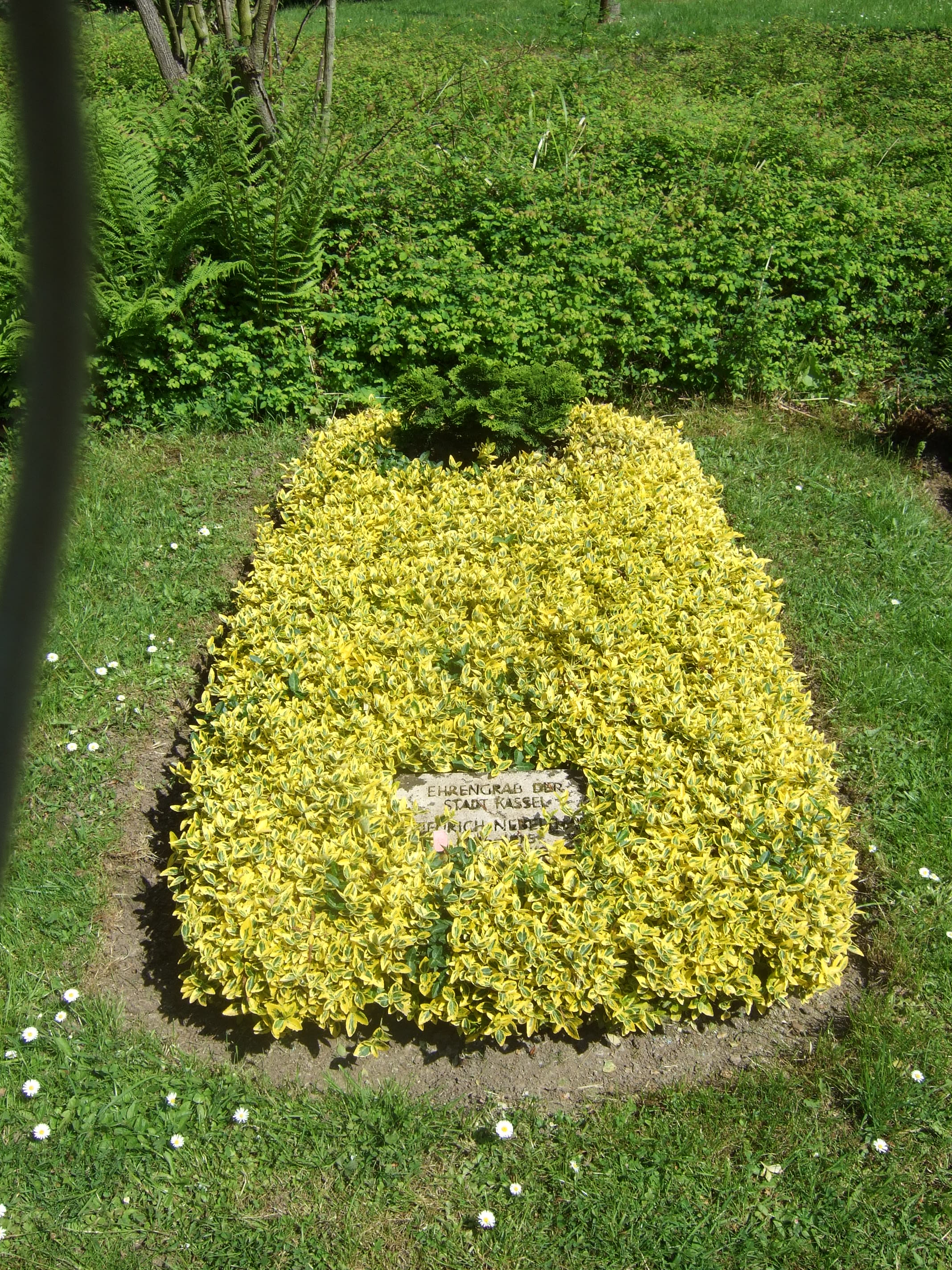
Grab von Friedrich August Wilhelm Nebelthau auf dem Kasseler Hauptfriedhof

Von 1867 bis zu seinem Tod war er Mitglied des Preußischen Herrenhauses. Von 1867 bis zur Reichstagswahl 1871 war er außerdem Abgeordneter des Reichstagswahlkreises Regierungsbezirk Kassel 5 (Marburg, Frankenberg, Kirchhain) im Reichstag des Norddeutschen Bundes. Hierdurch war er von 1868 bis 1870 auch Mitglied des Zollparlaments. Er gehörte der Nationalliberalen Partei an.